# Лящук Тимофій Андрійович
Тимофій Андрійович Лящу́к (24 березня 1929, Оболонь — 13 липня 2015, Київ) — український художник і педагог; член Спілки радянських художників України з 1958 року. Заслужений діяч мистецтв УРСР з 1969 року. Чоловік художниці Тамари Лящук, батько художників Дмитра Лящука і Лесі Григорової.

## Біографія
Народився 24 березня 1929 року (згідно паспорта 24 березня 1930 року) в селі Оболоні (тепер Кременчуцький район Полтавської області, Україна). Протягом 1946—1951 років навчався в Київській художній середній школі (викладачі Євген Волобуєв, Олена Яблонська); протягом 1951—1957 років — у Київському художньому інституті (викладачі Василь Касіян, Сергій Єржиковський, Олександр Сиротенко, Сергій Подерв'янський).
Впродовж 1959—1972 років працював головним редактором художньо-виробничої майстерні «Агітплакат» Спілки художників УРСР. Був членом КПРС з 1961 року. Впродовж 1964—1994 років викладав у Київському художньому інституті: з 1976 року — професор, одночасно з 1979 року очолював навчально-творчі майстерні плакатного мистецтва факультету графічних мистецтв. Нагороджений Почесною грамотою Президії Верховної Ради УРСР.
Жив в Києві, в будинку на вулиці Щусєва № 14, квартира № 36, пізніше на вулиці Курганівській № 3, квартра № 64. Помер в Києві 13 липня 2015 року.

## Творчість
Працював у галузі станкової графіки, монументально-декоративного мистецтва, живопису. Серед робіт:
- серія акварелей і малюнків «Репортаж з Комсомольська на Дніпрі» (1962; акварель, фломастер, вугілля);
- монументальне оформлення ресторану «Дніпро» (Черкаси, 1965, у співавторстві з дружиною; керамічна мозаїка);

акварелі
- «Дівчина з коромислом» (1953);
- «Колгоспний сторож І. Грек» (1955);
- «Сашко» (1955);
- «Леся» (1974);
- «Оксана» (1977);
- «Мама» (1999);
- «Нас багато і всі ми гарні» (2006);

плакати
- «Я люблю тебе, життя!» (1961—1962);
- «Бережіть мир» (1965);
- «Слався, свято урожаю» (1966);
- «Радянська славна Україна, будь преславна з роду в рід» (1967);
- «Можна все на світі вибирати, сину…» (1968);
- «Вождь, учитель, друг» (1969);
- «Хто поліг за Батьківщину — буде жити у віках» (1969);
- «Той не загинув, хто загинув за справу революції» (1969);
- «Карл Лібкнехт і Роза Люксембург» (1969);
- «Україно, будь преславна з роду в рід!» (1972);
- «Отелло» (1979);
- «Річард ІІІ» (1983);
- «Крути–1918» (1988);
- «Україно, воскресни!» (1990);
- «Смачного!» (1990);
- «Ми прийдемо до перемоги праці!» (1990);

серії плакатів
- «Слава ВЛКСМ» (два варіанти: 1957—1958 та 1967);
- «ВЛКСМ» (1967—1968);

кіноплакати до фільмів
- «Наймичка» (1964);
- «Вечір на Івана Купала» (1968);
- «Захар Беркут» (1971);
- «Пропала грамота»  (1973);

графічні серії
- «Седнівські мотиви» (1969—1983);
- «Болгарський цикл» (1979—1982);
- «Наш Крим» (від 2014);

живопис
- «Верби» (1962);
- «Оксана з квіткою» (1974);
- «Балерина» (1975);
- «Стара хата» (1975);
- «Яблука дозріли» (1979);
- «Жінка у капелюшку» (1980);
- «Самотність» (1980);
- «Гроза над Седневом» (1981);
- «Ранок. Снов» (1986);
- «Пам'яті невинно убієнних. Вавилов» (1988);
- «Тріумф–33» (1989);
- «Зима у Седневі» (1990-ті);
- «Повіяв вітер степовий» (1990);
- «Козацькі могили» (1990);
- «Протест на Майдані» (1990);
- «Реве та стогне…» (1991);
- «Воля» (1991);
- «Ветеран УПА» (1991);
- «Тарас Бульба» (1992);
- «Остерський натюрморт» (1993);
- «Козак Василь» (1994);
- «Лугове озерце» (1995);
- «110-й Великдень П. Калнишевського» (1997);
- «Квіти з мого городу» (1997);
- «Не скуєш душі живої!» (1998);
- «Тривога (Козацький телеграф)» (1999);
- «І буде Син, і буде Мати» (1999);
- «Тривога», «Мати» (1999);
- «Автопортрет у кунтуші» (2000);
- «Злука» (2001);
- «Конотопський погром московського стотисячного війська Іваном Виговським» (2001);
- «Молитва до Богородиці» (2002);
- «Хай буде благословіння Господнє на вас!» (2003);
- «Молитва за Україну до Ісуса Христа» (2004);
- «Автопортрет із пензлем» (2005);
- «Вечір на Дніпрі» (2005);
- «Панночка Тетяна» (2009);
- «Карпатський мотив» (2009);
- «Цілитель Пантелеймон» (2014);
- «Христос у саду» (2015);

серії
- «Краківщина» (1977);
- театральних плакатів до творів Вільяма Шекспіра (1979—1981).

Брав участь у всеукраїнських виставках з 1955 року, всесоюзних з 1957 року, закордонних з 1959 року. Персональні виставки відбулися у Києві у 1977—1978, 1983, 1997—1998, 1999—2000, 2002, 2011 роках, Львові у 1983 році. Лауреат всеукраїнських конкурсів на кращий політичний плакат (1961, 1966, 1969).
Окремі роботи зберігаються у Запорізькому, Одеському, Харківському художніх музеях, Вінницькому, Запорізькому, Полтавському краєзнавчих музеях, Музеї плаката у Варшаві.
Автор статей на мистецькі, морально-релігійні теми.